# طابعة
الطابعة الحاسوبية هي جهاز وظيفته إنشاء نسخة ورقية من وثيقة حاسوبية. يتم تزويد الطابعة بالوثيقة إما بوصلها بالحاسوب الذي يحتوي الوثيقة عن طريق كبل أو قد تكون الطابعة مربوطة بشبكة حاسوبية يرتبط بها الحاسوب أو يمكن تزويد الطابعة بالوثيقة مباشرة (من كاميرا رقمية أو من بطاقة ذاكرة).
وتختلف الطابعات بحسب:
- لون الطباعة (ملون، أسود فقط)
- نوع التقنية (نقطية، حبرية، ليزرية)
- دقة الطباعة (حيث تقاس بحسب عدد النقاط الحبرية التي تطبع في كل بوصة مربعة م).
- المهام (قد تقوم بالطباعة فقط وقد تقوم بعدة مهام مع الطباعة كفاكس أو ماسح ضوئي).

## طابعات الحبر النفاث Inkjet printers
أول شركة صنعت هذا النوع الجديد من الطابعات هي شركة Hewlett-Packard عام 1984 وأطلقت عليها اسم Ink jet printers وتبعتها شركة Canon عام 1986 وأطلقت على هذا النوع من الطابعات اسم Bubble jet printers وكلاهما له نفس فكرة العمل. هذه الطابعات أخذت مكانه أوسع من الطابعات الابرية سابقة الذكر عند الكثير من مستخدمي الحاسوب خاصة بعد انخفاض سعرها في هذه الأيام.
تعتمد طابعة الـ inkjet على قذف قطرات متناهية في الصغر من الحبر على الورق لرسم الصورة أو طباعة النصوص.

## خصائص طابعات الحبر النفاث هي
•يصل حجم القطرات من الحبر إلى 50 ميكرون وهذا أدق من قطر شعرة.الرأس.
•يتم توجيه القطرات إلى الورق بدقة متناهية مما يعطي وضوح يصل إلى دقة 1440x720 نقطة في البوصة DPI. وهذا ما يعرف بدرجة الوضوح الـ resolution والتي تقدر بوحدة DPI أي Dots Per Inch.
بنسبة خلط الألوان الأساسية لكل قطرة قبل وصولها إلى الورقة.

## كيف تعمل طابعة الحبر النفاث؟

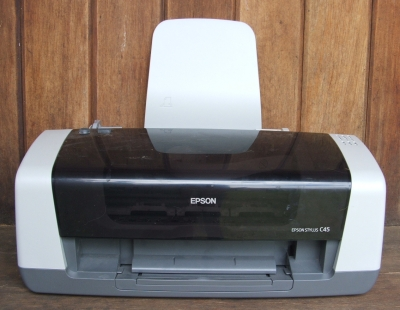
إبسون طابعة الحبر النفاث

تعتمد فكرة عمل هذا النوع من طابعات الحاسوب على تسخين جزء من مستودع الحبر إلى درجة حرارة تصل إلى 300 درجة مئوية. مما يحدث فقاعات بخار داخل مستودع الحبر مما تدفع قطرات الحبر إلى الخارج من فتحة خاصة تدعى Jet يصل عدد هذه الفتحات إلى 400 فتحة دقيقة يخرج منها الحبر قطرات الحبر في نفس اللحظة. بمجرد ملامسة قطرات الحبر الورقة تجف مباشرة. هذه العملية تتكرر عدة آلاف من المرات في الثانية الواحدة.
وهنا نلاحظ أنه لايوجد أجزاء متحركة Moveable Parts في الرأس -ما عدا الحبر بالطبع- مما يجعل الطابعة أكثر هدوءًا وتصل دقة هذا النوع من الطابعات إلى 300 DPI أي تضاهى صغيرة وكل فوهة منهم تستطيع بثق emerge فقاعة حبرية. وتستخدم عدة طرق لبثق الحبر منها:-
•الكهرباء بالضغط أو الإجهاد - تم اختراع هذه الطريقة بواسطة شركة إبسون ----Epson وتستخدم هذه الطريقة البلورات الضغطية. يوجد عند نهاية كل مخزن حبري عند فوهات الطابعة الصغيرة بلورة. عندما تأتي شحنة كهربائية إلى هذه البلورة فأنها تهتز. عندما تهتز إلى الداخل فإنها تدفع جزءا من الحبر إلى خارج فوهة الطباعة ومن ثم للورقة.
هذا ما يحدث عندما تضغط زر الطباعة في الكمبيوتر.. ؟؟
•يقوم البرنامج الذي تستخدمه بإرسال بيانات الطباعة إلى برنامج أخر يسمى printer driverوهو حلقة الوصل بين الكمبيوتر والطابعة.
•يقوم برنامج المشغل Driver بترجمة البيانات إلى لغة تفهمها الطابعة وبعد ذلك يتأكد البرنامج أن الطابعة متصلة.
•يتم إرسال البيانات إلى الطابعة عن طريق الكيل المتوازي أو اليو اس بي USB
•تستقبل الطابعة البيانات وتحفظها في ذاكرة عشوائية تختلف في سعتها من 512 كيلوبايت إلى 16ميجابايت على حسب نوعية الطابعة.
•تقوم الطابعة بعملية تنظيف لرأس الطباعة قبل الطباعة إذا كانت متوقفة لمدة معينة.
•تقوم دوائر التحكم الكهربائية بتحريك محرك الطابعة الكهربائي مما يؤدي إلى تحريك الأسطوانات والتي تسحب الورق إلى داخل الطابعة.
•يقوم بعد ذلك المحرك الكهربائي بتحريك رأس الطباعة بواسطة السير (belt). يقف المحرك وقفات لمدة صغيرة جدا وذلك عند بثق الحبر في كل مرة تتم فيها الطباعة. هذه التوقفات تحدث بسرعة جدا بحيث تظهر عملية الطباعة وكأنها متصلة بدون توقف.
•يتم بثق أكثر من نقطة حبر في كل مرة بحيث يتم الحصول على اللون المطلوب.
•عند إنهاء السطر يقوم محرك الورق بالتقدم خطوة إلى الأمام
•تستمر هذه العملية حتى يتم طباعة الصفحة كاملة. يختلف الوقت الذي تأخذه الطابعة لإتمام طباعة صفحة معينة من نوع إلى أخر كما يعتمد على حجم الصفحة وخصائص الصورة والألوان.
•بعد إنهاء الطباعة يقوم محرك الورق بدفع الورقة Eject خارج الطابعة.
• طابعات الحبر النفاث الصلب Solid Ink-Jet Printers
هذه نوع من أنواع الطابعات النافثة للحبر ولكن الفرق بينها وبين الأنواع الأخرى من الطابعات هو استخدامها ألواح من الحبر الصلب Solid Ink plates بدل الحبر السائل Liquid Ink. وميزة استخدام الحبر الصلب هو إمكانية الحصول على أجمل الصور على أنواع الورق العادية.
وأحبار هذا النوع من الطابعات يأتي بشكل ألواح مشابهة لقطع الصابون. عند تشغيل الطابعة فان جزء من هذه الألواح يتم تذويبه بواسطة الحرارة. عندما يتحول الحبر للحالة السائلة يتم نفثه على الورقة حيث يجف في مكانه بشكل فوري، ثم بعد ذلك يتم تمرير الورقة على اسطوانة باردة لتثبيت الحبر بشكل دائم.
كما ذكرنا سابقا فان أكبر ميزة لهذا النوع من الطابعات هو إمكانية الطباعة الممتازة على جميع أنواع الورق وكذلك على الورق الشفاف (Transparencies) حيث أن الحبر لا تمتصه الورقة. وأشهر شركة لتصنيع هذا النوع من الطابعات هي شركة Tetroniks.
الطابعات من هذا النوع غالية الثمن عند الشراء ولكن جودة الطباعة وعدم الحاجة إلى استخدام أوراق متخصصة وعدم معاناة هذه الطابعات من مشكلة انسداد قنوات النفث Nozzles تجعلها مرغوبة بشدة لمن يحتاجوا إلى طباعة عالية الدقة والجودة.

## طابعة الليزر
تعمل طابعة الـ Inkjet من خلال دفع قطرات الحبر إلى الورق ليتم نقل البيانات والمعلومات من الكمبيوتر إلى الطابعة ولكن كيف تعمل طابعة الليزر التي تستخدم شعاع الليزر؟؟
اخترعت شركة Xerox تكنولوجيا طابعات الليزر في أوائل السبعينات وفي عام 1977 تم تسويق طابعات ليزر تصل سرعة طباعتها إلى 120 صفحة في الدقيقة PPM ومنذ 1984 سعت شركة Hewlett-Packard إلى تطوير عدة أنواع من طابعات الليزر لتناسب جميع الأعمال وأصبحت طابعات الليزر التي تحمل ماركة Hewlett-Packard تحتل 70% من سوق طابعات الليزر.
تختلف طابعات الليزر عن غيرها في إنها تطبع الصفحة كاملة وليس سطر سطر كما في النوعين سابقي الذكر ولهذا السبب تحتاج طابعة الليزر إلى ذاكرة داخلية 1 ميجا بايت على الأقل. وسعة الذاكرة تلعب دورا كبيراً في سعر الطابعة.
بعض طابعات الليزر تكون مزودة بـ Post script وسعرها مرتفع عن أخرى لا تحتوى على هذه القطعة، لأنها تزيد من كفاءة الطابعة حيث يقوم الكمبيوتر بإرسال ما تحتويه الصفحة المراد طباعتها من تصاميم ورسومات وغيره في صورة وصف دقيق إلى الـ Post script الذي بدوره يقوم بباقى العمل تاركا لك الكمبيوتر لتكمل عملك بينما الطابعات التي لا تحتوى Post script فإن البرنامج المستخدم سوف يقوم بعمل كل شيء ليرسل تفاصيل الصفحة مما يستغرق الكمبيوتر وقتا طويلاً لينهى عمله.

## خصائص طابعة الليزر
كثير من الأحيان يفضل استخدام طابعة الليزر عن الطابعات الأخرى مثل Inkjet وذلك للأسباب والخصائص التالية:
1. تعتبر طابعات الليزر الأسرع لأن شعاع الليزر يتحرك بسرعة كبيرة لرسم بيانات الصفحة على خزان الحبر.
2. تعتبر تكلفة تشغيلها طابعة الليزر اقل من تكلفة طابعات قاذفة الحبر لأن الحبر المستخدم ارخص ويخدم لفترة أطول ولهذا تستخدم طابعات الليزر في المؤسسات والمكاتب حين الحاجة إلى طباعة مستندات طويلة.
3. قدرة طابعة الليزر على العمل على نظام الشبكات Networks بحيث يمكن لأكثر من مستخدم الطباعة باستخدام طابعة ليزر مركزية جعلها أكثر انتشارا.
4. تصل دقة الطباعة بواسطة طابعة الليزر إلى درجة تضاهي صور الكاميرا وهذا يعود إلى حزمة الليزر المركزة.
5. انخفاض ثمن طابعة الليزر جعل العديد من المستخدمين على الصعيد الشخصي استخدامها بدلاً من الطابعة قاذفة الحبر.
6. إمكانية دمج طابعة الليزر وماكينة تصوير المستندات والماسح الضوئي وجهاز الفاكس في جهاز واحد All in one لتوفير مساحة في المكتب وكذلك تقليل عدد الأسلاك المتصلة بين تلك الأجهزة والكمبيوتر.

## طابعة الليزر الملونة
يتواجد حالياً في الأسواق طابعات ليزر ملونة فكرة عملها شبيهة بفكرة عمل طابعة الليزر العادية سوى أن الورقة تمر بالمراحل سابقة الذكر أربعة مرات مرة للون الأسود وثلاث مرات لألوان حبر الطباعة الثلاثة السماوي والفوشي والأصفر، حيث يقوم برنامج الطابعة بفرز الألوان للصفحة المطلوب طباعتها من الكمبيوتر ويطبع كل لون على حدى في مرحلة منفصلة وفي النهاية نحصل على الورقة مطبوعة بنفس الألوان التي تظهر على شاشة الكمبيوتر.

## سرعات الطباعة
سرعات الطابعات القديمة كانت تقاس بوحدة الـحرف في الثانية. الطابعات الحديثة تقاس سرعاتها بوحدة صفحة في الدقيقة أو ص/د. هذه الوحدات صممت أساسا لتسويق الطابعات، ولم تخضع لتوثيق معياري. عادة الصفحة في الدقيقة تشير الي وثائق مكتبية أحادية اللون متفرقة، بدلا من صور كثيفة التفاصيل والتي غالبا تٌطبع ببطء شديد. أغلب الأحيان يقصد بالصفحة الحجم A4 في العالم العربي والتي تؤدي الي فرق 5%-10% في الاداء عن الصفحة المعادلة أمريكيا الأقل مساحة.